# Villa del Parque (Buenos Aires)

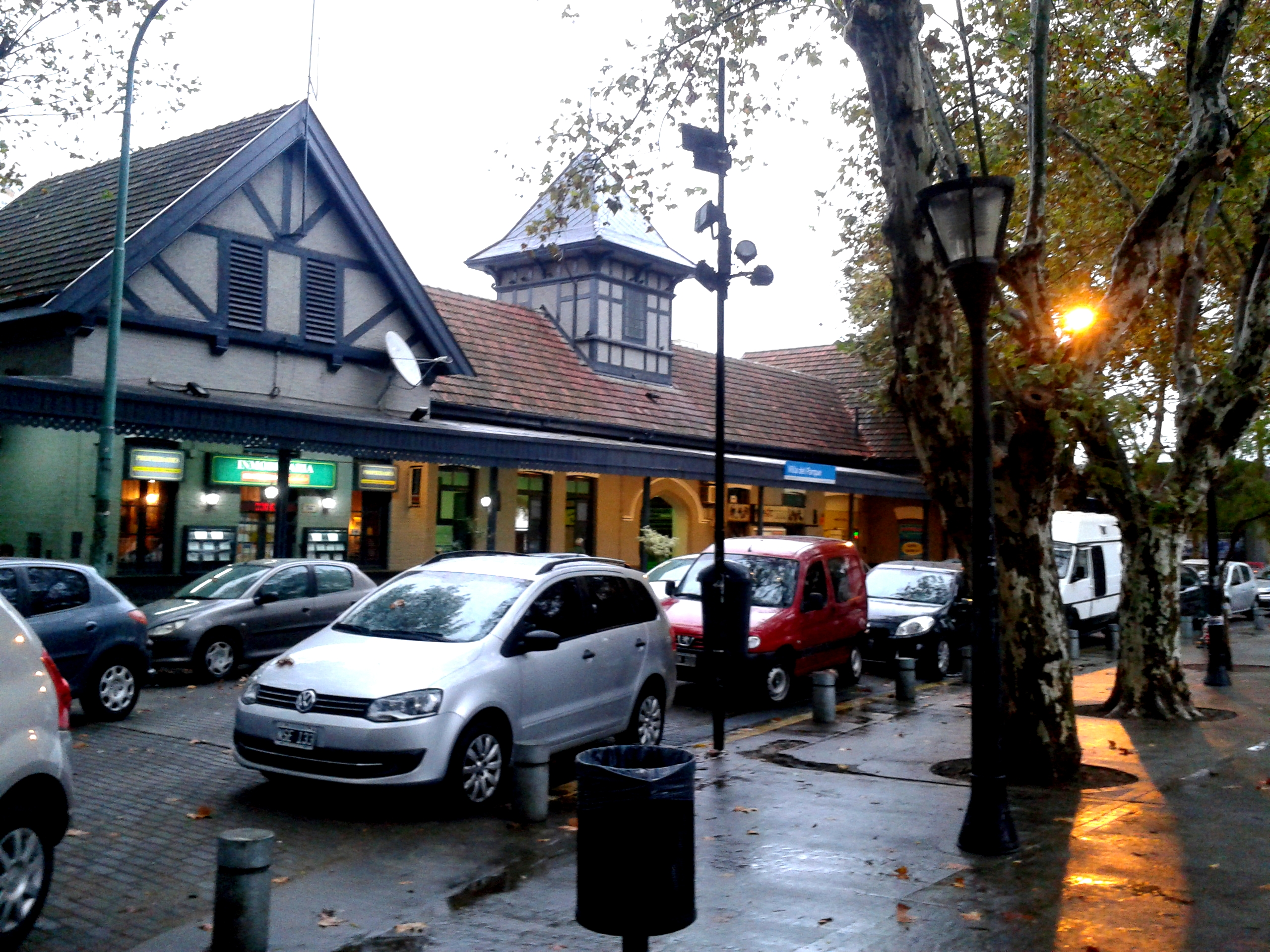
La estación de estilo británico perteneciente al ferrocarril San Martín.

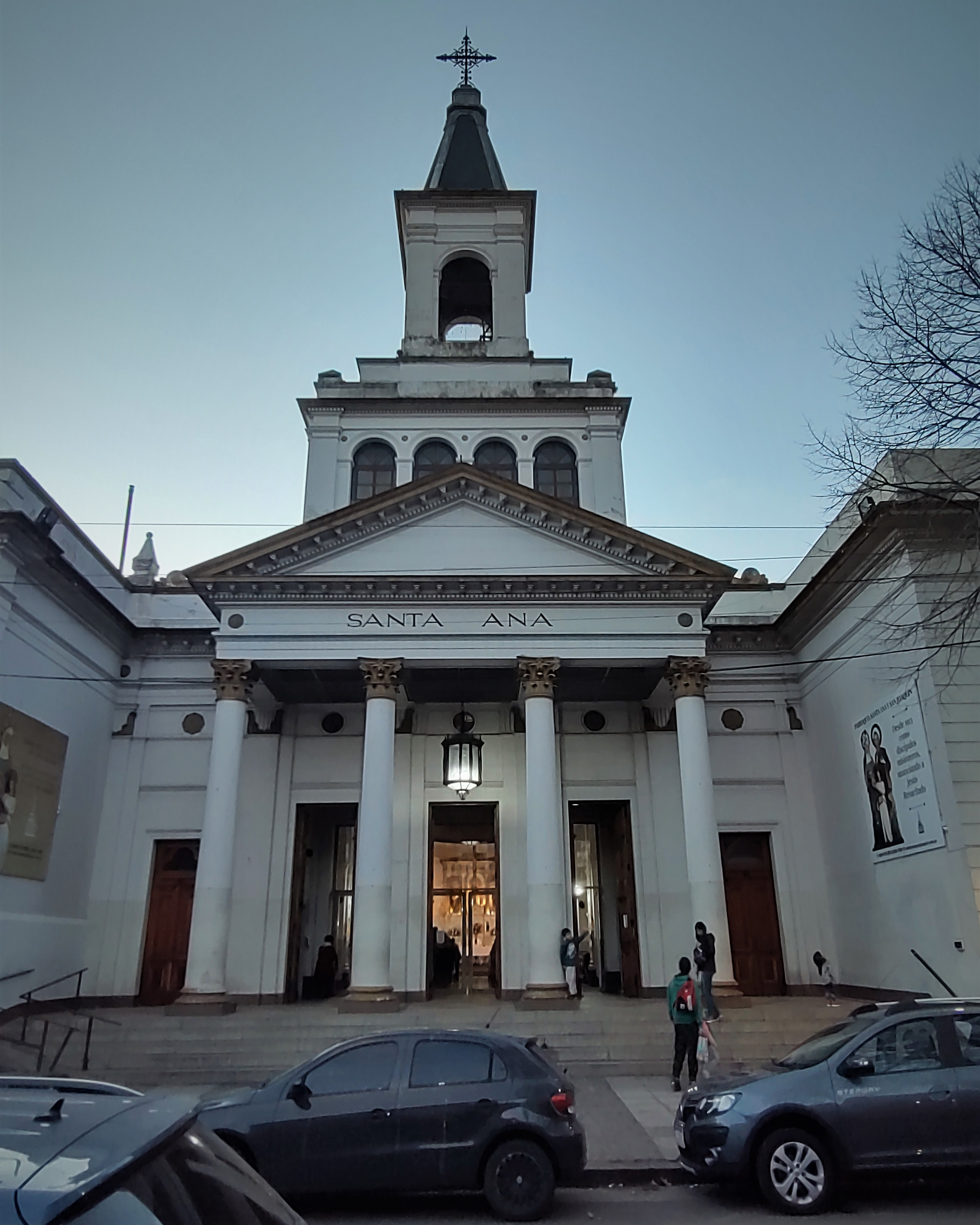
La Parroquia de Santa Ana.

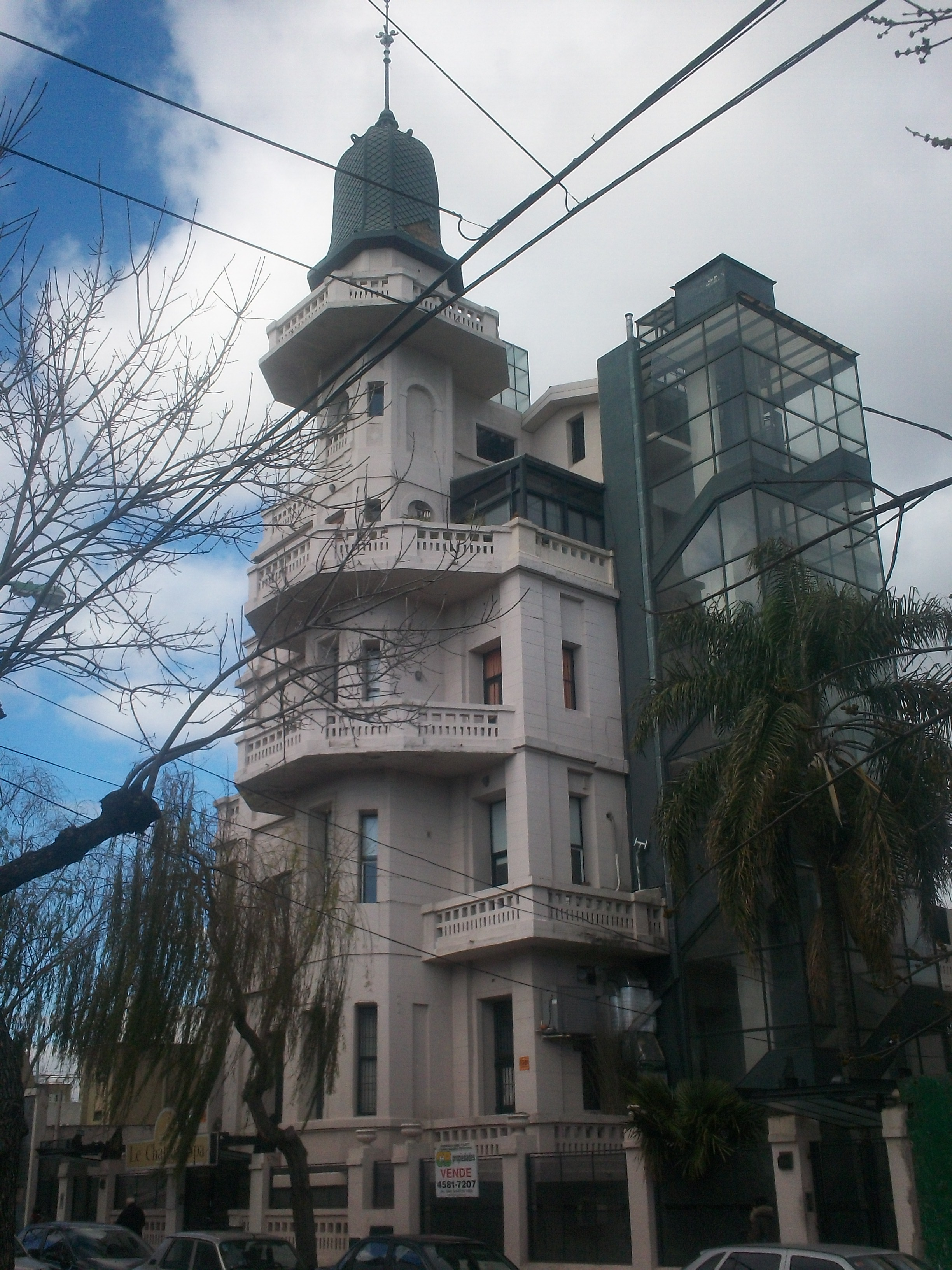
Palacio de los Bichos, visto desde la esquina de Campana y Simbrón.

Villa del Parque es uno de los 48 barrios porteños y es parte a la Comuna 11 de la Ciudad Autónoma de Buenos Aires.
Ubicado al noroeste de la ciudad, está delimitado por las calles Av. Francisco Beiró, Av. San Martín, Arregui, Gavilán, Av. Álvarez Jonte, Miranda y Joaquín V. González. Limita con los barrios de Agronomía al norte, La Paternal al este, Villa General Mitre y Villa Santa Rita al sur, y Monte Castro y Villa Devoto al oeste. Se llega allí mediante la Línea San Martín (Estación Villa del Parque) y numerosas líneas de colectivo, como la 24 47 63 78 80 84 105 109 110 113 124 133 134 135 146

## Historia
El barrio fue fundado oficialmente en 1908. Se encuentra sobre el territorio de lo que fue la Chacarita de los Colegiales, en primera instancia poblada por jesuitas, y con su retiro en 1767, toda la zona quedó cubierta de malezas y cambiando de dueño en varias oportunidades, reduciéndose cada vez más el tamaño de cada parcelas hasta 1893 cuando la Comisión de Parques y Paseos solicitó a la Intendencia que obtuviera la cesión de 100 hectáreas para formar el "Parque del Oeste".
En 1901, el Poder Ejecutivo resolvió mejorar la enseñanza agrícola, reducidas hasta entonces sólo a la Facultad de Agronomía y Veterinaria en La Plata, crear una Estación Agronómica con Granja Modelo y Escuela Práctica de Agricultura. Ese proyecto se aprobó en 1903.
En unas cincuenta manzanas se fue desarrollando el actual barrio que recibió en esa época el nombre de "Ciudad Feliz", aunque luego por su proximidad con el Parque Agronómico fue denominada "Villa del Parque".
Finalmente, el 8 de noviembre de 1908, se fundó el barrio oficialmente en la Ciudad de Buenos Aires. Entre las construcciones que se destacan en el mismo se encuentran la mansión conocida como Palacio de los bichos y la parroquia Santa Ana, ubicada frente a la estación del Ferrocarril San Martín.
En sus comienzos fue apenas urbanizado, pero paulatinamente varias quintas fueron construyéndose en la zona. La primera de ellas fue la de Don Antonio Cambiasso, cuya ubicación en la actualidad coincide con la calle Campana.

## La vida del barrio
La plaza "Aristóbulo del Valle", la calle Cuenca y la estación del ferrocarril son el centro de Villa del Parque. Es tradicional el corso de Cuenca durante el carnaval porteño, con la murga "Los Pitucos de Villa del Parque".
A dos cuadras de la estación del ferrocarril se encuentra el club Gimnasia y Esgrima de Villa del Parque, club emblema del barrio que milita en el Nivel 1 del básquet metropolitano (FeBAMBA).
Frente a la plaza, en la calle Marcos Sastre, se encuentra el Club Parque (participante de la 2.ª División del futsal argentino), de cuyo departamento de fútbol infantil surgieron numerosos jugadores profesionales de gran importancia nacional e internacional, entre ellos Juan Pablo Sorín, Esteban Cambiasso, Carlos Tévez, Fernando Gago y Federico Insúa y donde también jugó alguna vez Diego Armando Maradona.
A escasas cuadras, en Nogoyá 3045 se levanta la sede de Capital Federal del Racing Club, espacio de importantes actividades deportivas y culturales del barrio y zonas aledañas.
En cuanto a hinchas y simpatizantes de cuadros de fútbol, Villa del Parque se identifica con el Club Atlético All Boys y con Argentinos Juniors. Desde no hace muchos años se congregan también hinchas de San Lorenzo antes de los partidos y de Racing Club de Avellaneda.
Se destaca la Asociación Cultural y Biblioteca Popular Cultural Roffo, ubicada en Simbrón 3058 y la Biblioteca Popular de la Asociación Vecinal (Baigorria 3373). En ambas se desarrollan múltiples actividades culturales.
Otro símbolo icónico del barrio es el Club Comunicaciones, con sus famosas fiestas de carnaval, en las que participaron reconocidos músicos y cantantes, argentinos y extranjeros. Además de punto de reunión de familias y jóvenes, Comunicaciones es uno de los clubes que ofrece más variedad de deportes, en el ámbito de la Ciudad Autónoma de Buenos Aires.
Además el barrio cuenta con diferentes expresiones artísticas entre la que se destaca El Centro Murga, Los Pitucos de Villa del Parque y Villa Devoto, creado en mayo del 1998 vistiendo colores violeta, naranja y blanco, ensayan los sábados en R. Gutiérrez y E. Lamarca, y desde el 2008 para febrero, más precisamente en el feriado de Carnaval, organiza el mítico Corso de la calle Cuenca (Cuenca y Marcos Sastre).

## Vecinos célebres
Vivieron en Villa del Parque el escritor Julio Cortázar, los músicos Andrés Ciro Martínez, Horacio Salgán y Sebastián Piana, el cantor de tangos Julio Sosa en la calle Helguera al 2400, los actores Guillermo Francella, José María Listorti, Luciano Castro, Lorena Paola y Pedrito Quartucci, los políticos Emilio Lamarca y Francisco Beiró y los deportistas Gabriela Sabatini y, en la actualidad, los periodistas deportivos Sebastián Vignolo, Santiago Nigro y Juan Bindi, el arquero Nicolás Cambiasso y el director técnico Julio César Falcioni.

A las dos, cuando la ola de los empleados termina de romper en los umbrales de tanta casa, Villa del Parque se pone desierta y luminosa.
Julio Cortázar, Bestiario

El Instituto Evangélico Americano en la calle Simbrón entre Cuenca y Helguera tuvo como alumnos primarios desde 1952 hasta 1959 a hijos de personalidades como Juan Carlos Mareco (Pinocho) y el legendario arquero de Boca Musimessi y en una época más contemporánea al futbolista Alexis Mac Allister.
Cortázar también hace menciones al barrio en su icónica novela Rayuela.
El tango "Cuartito Azul" de Mariano Mores hace referencia a una habitación que él alquilaba en la vivienda de la calle Terrada 2410, en una casa que todavía existe, y la cual pintaba con cal y azul de lavar.
Durante los últimos años de la década del '70, época en la que jugaba al fútbol en la primera división en la Asociación Atlética Argentinos Juniors, Diego Armando Maradona vivió en un departamento de propiedad horizontal en la calle Argerich al 2700. Fue allí donde conoció a quien luego fuera su esposa y madre de sus hijas Dalma y Gianinna, Claudia Villafañe, quien vivía en un departamento en la misma cuadra.